# Paratessaropa
Paratessaropa is een kevergeslacht uit de familie van de boktorren (Cerambycidae). De wetenschappelijke naam van het geslacht werd voor het eerst geldig gepubliceerd in 1957 door Zajciw.

## Soorten
Paratessaropa is monotypisch en omvat slechts de volgende soort:
- Paratessaropa brachyptera Zajciw, 1957